# Sot de Ferrer
Sot de Ferrer é um município da Espanha na província de Castelló, Comunidade Valenciana. Tem 8,6 km² de área e em 2021 tinha 428 habitantes (densidade: 49,8 hab./km²).

## Demografia
| Variação demográfica do município entre 1991 e 2004 | Variação demográfica do município entre 1991 e 2004 | Variação demográfica do município entre 1991 e 2004 | Variação demográfica do município entre 1991 e 2004 |
| --------------------------------------------------- | --------------------------------------------------- | --------------------------------------------------- | --------------------------------------------------- |
| 1991                                                | 1996                                                | 2001                                                | 2004                                                |
| 411                                                 | 412                                                 | 407                                                 | 487                                                 |